# Shahrestān di Ravansar
Lo shahrestān di Ravansar (farsi شهرستان روانسر) è uno dei 14 shahrestān della provincia di Kermanshah, il capoluogo è Ravansar. Lo shahrestān è suddiviso in 2 circoscrizioni (bakhsh): 
- Centrale (بخش مرکزی)
- Shahu (بخش شاهو)